# Parnelli Jones
Pour les articles homonymes, voir Jones.
 (mars 2023).
Rufus Parnell Jones, dit Parnelli Jones, né le 12 août 1933 à Texarkana (Arkansas) et mort le 4 juin 2024 à Torrance (Californie), est un pilote, patron d'écurie automobile et chef d'entreprise américain.

## Biographie
Sa carrière en compétition automobile débute en 1950. Son surnom lui est donné à l'âge de 17 ans par un ami d'enfance, pour dissimuler ses engagements précoces. Durant les années 1950, il remporte 15 courses de stock-car en NASCAR Pacific Coast Late Model Series.
En 1963, il remporte une victoire de catégorie stock-car au Pikes Peak International Hill Climb, sur Mercury Marauder spécialement adaptée par l'entreprise de Bill Stroppe (record d'ascension catégoriel en sus; il reste alors sous contrat de stock-car avec la division Lincoln-Mercury de Ford durant plusieurs années).

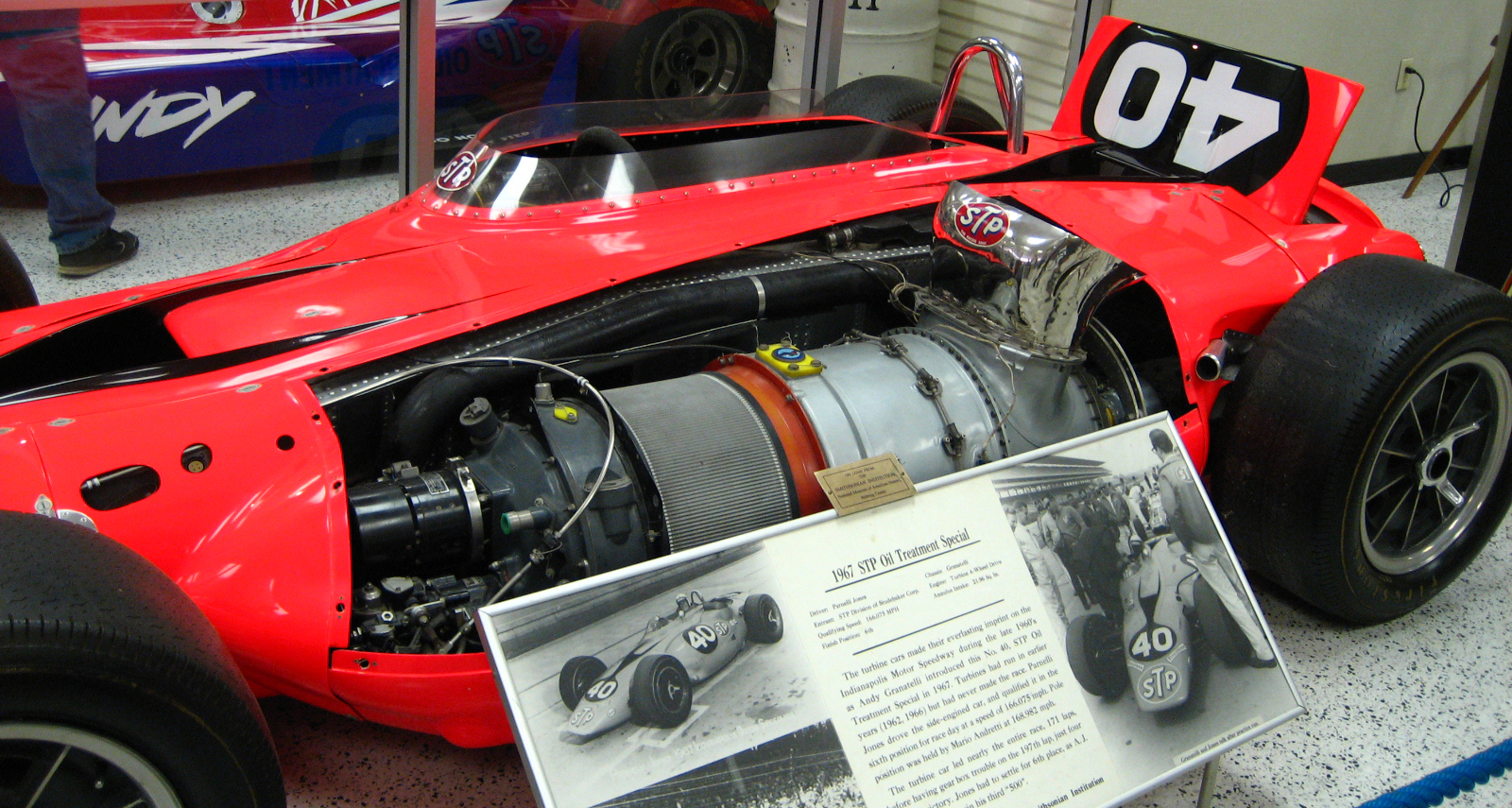
Sa STP-Paxton Turbocar à turbine à gaz révolutionnaire, conduite à l'Indy 500 en 1967 pour sa dernière participation: abandon 3 tours avant la fin, alors qu'il dominait les débats (après 1968, les turbos seront légiférés en course).

En 1966, il remporte cinq des neuf courses de midget-cars où il est engagé, dont le Turkey Night Grand Prix déjà remporté deux ans auparavant en stock-cars. Au total, pendant sa carrière il s'imposera dans 25 courses de cette catégorie midget disputées entre 1960 et 1967 (ainsi que dans 25 autres, cette fois en sprint-car).
En 1968, il débute dans les courses off road, particulièrement au Nevada lors de la Star Dust 7/11 de plus de 1 100 km, procédant également à des essais de la STP Lotus 56 à turbine sur l'IMS.
Après une première participation en 1968, il remporte en 1971 et 1972 la Baja 1000 (alors appelée la Mexican 1000), avec Bill Stroppe sur Ford Bronco (surnommée Big Oly, pour Grosse Huile) en championnat NORRA, temps record à la clé lors de sa première victoire. Il gagne aussi la Mint 400 en 1973. Un grave accident lors de l'édition 1974 de la Baja 1000 le convainc de cesser définitivement de tenir lui-même le volant.

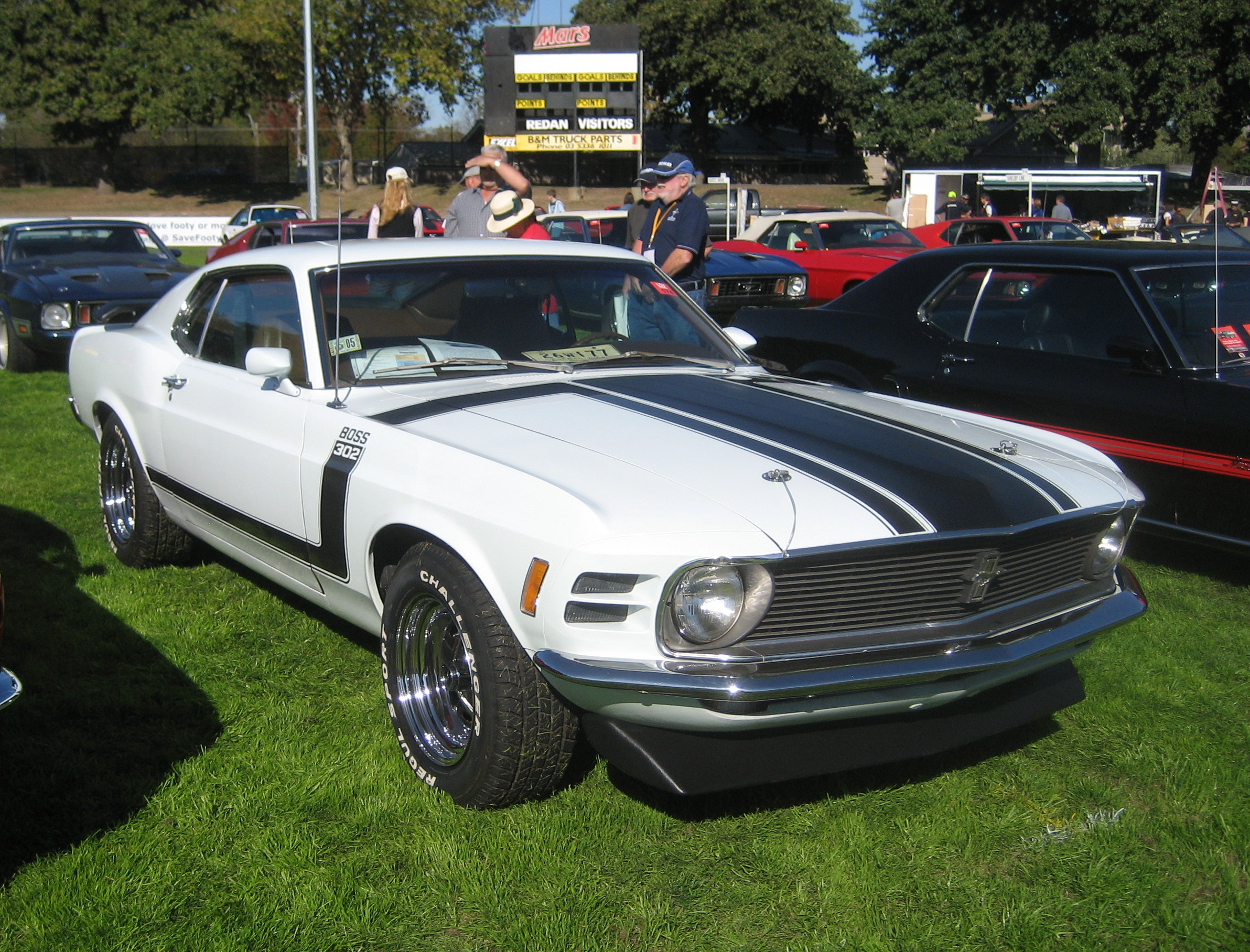
Une Ford Mustang Boss 302 de 1970.

Il dispute en outre 34 courses de NASCAR Cup Series entre 1956 et 1970, remportant quatre victoires (dont Kitsap County Airport dès 1957 à Bremerton, et le Winston Western Motor Trend 500 de Riverside CA en 1967) et trois pole positions, en étant classé à 11 reprises dans les 10 premiers. Il court aussi entre 1967 et 1971 en SCCA Trans Am sedans, sur Mercury Cougar (1967) et Ford Mustang (1969-71), aidant Ford à obtenir le championnat constructeur en 1970.
Il posséda l'écurie Vel's Parnelli Jones Racing (VPJ), qui participa au Championnat du monde de Formule 1 de 1974 à 1976 avec Mario Andretti (16 Grand Prix), et remporta les  500 miles d'Indianapolis en 1970 et 1971 avec Al Unser Sr. Andretti obtint deux places de vice-champion de Formule 5000 US avec la Lola T332-Chevrolet V8 du VPJ en 1974 et 1975 (7 victoires).
Sa compagnie Parnelli Jones Inc. posséda jusqu'à 47 centres dans quatre États américains. Lié à Firestone dans 14 États des États-Unis, Parnelli Jones Wholesale fut répartiteur grossiste en pneumatiques et amortisseurs.
En 1993, Jones dispute encore les Fast Masters télévisés, atteignant la 6e place en finale.
Il résidait à Torrance en Californie, ville où il a grandi.

## Titres
- Midwest region Sprint Car Championship : 1960 ;
- USAC Sprint Car Series Championships : 1960, 1961 et 1962 ;
- USAC Stock Car Championship : 1964 (7 victoires, dont le Turkey Night Grand Prix) ;
  - 3e de l'USAC National Championship (en) en 1962 (4e en 1963) ;
- Co-Rookie of the Year à l'Indy 500 1961 (alors un temps en tête de course) ;
- Trans-Am Series : 1970, catégorie >2L. (Ford Mustang).

## Indianapolis 500

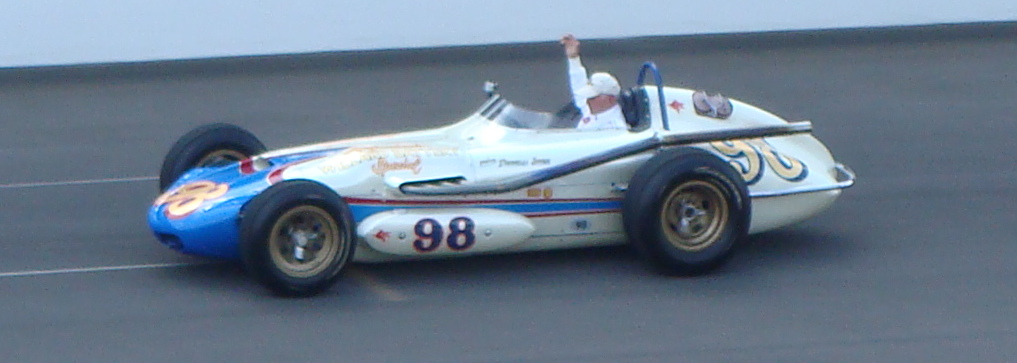
Calhoun, utilisée pour l'Indy 500 en 1962 et 1963 avec le J. C. Agajanian team (Jones ici lui-même au volant, sur l'IMS en 2012).

- Vainqueur de l'Indy 500 1963, malgré une fuite d'huile, devant l'innovante Lotus-Ford de Jim Clark à moteur arrière ;
- Pole position à l'Indy 500, en 1962 et 1963;
- Record de vitesse sur un tour à l'Indy 500 en 1962, en dépassant les 150 mph (241 km/h), battu l'année suivante (pour sa seconde pole position, et course qu'il domine durant les 2/3 de la distance) ;
- Deuxième en 1965, et à quatre reprises dans le « top 10 », pour sept courses consécutives de 1961 à 1967.

## Autres victoires en championnat USAC AAA
(participation entre 1960 et 1967, 6 victoires de 1961 à 1965 et 12 pole positions)
- 1961 : XM Satellite Radio Indy 200 (Phoenix) ;
- 1962 : Indiana State Fair (Indianapolis) ;
- 1964 : Milwaukee 225 et Trenton Speedway ;
- 1965 : Milwaukee 225;

## Divers
- 1964: Grand Prix du Los Angeles Times.

## Distinctions
(liste non-exhaustive)
- Off-road Motorsports Hall of Fame en 1976 ;
- International Motorsports Hall of Fame en 1990 ;
- National Midget Auto Racing Hall of Fame en  1990 ;
- National Sprint Car Hall of Fame en 1991 ;
- Motorsports Hall of Fame of America en 1992[2] ;
- West Coast Stock Car Hall of Fame en 2002 ;
- Membre de l'Auto Racing Hall of Fame d'Indianapolis.

## Hommage
- En 2007 une série limitée de 500 Ford Mustang a été conçue par Saleen à Irvine en Californie, pour commémorer la saison SCCA Trans Am sedan 1970 de Jones sur Mustang Boss S302 (Ford est alors champion nord-américain des constructeurs).

## Palmarès en tant que constructeur (VPJ)
- Indy 500: 1970 et 1971 ;
- USAC National Championships (en) : 1970, 1971 et 1972;
- SCORE Off-Road racing Championship: 1976 (et 1977 en classe 2), comme propriétaire du  Walker Evans Racing team;
- USAC Dirt Car Championships: à deux reprises (et Triple couronne par trois fois);
- Victoires de classe à la Baja 1000 et à la Baja 500.

## Filmographie
- La Grande Casse (Gone in 60 Seconds, 1974, qui inspira 60 secondes chrono en 2000) : en tant qu'invité d'honneur.